# 賓塞斯縣
1°33′S 79°44′W / 1.550°S 79.733°W
賓塞斯縣（西班牙語：Cantón Vinces），是厄瓜多爾的縣份，位於該國中西部，由洛斯里奧斯省負責管轄，始建於1845年6月14日，面積693平方公里，海拔高度28米，2010年人口71,736，人口密度每平方公里103.52人。